# Stalactită

Stalactite și stalagmite

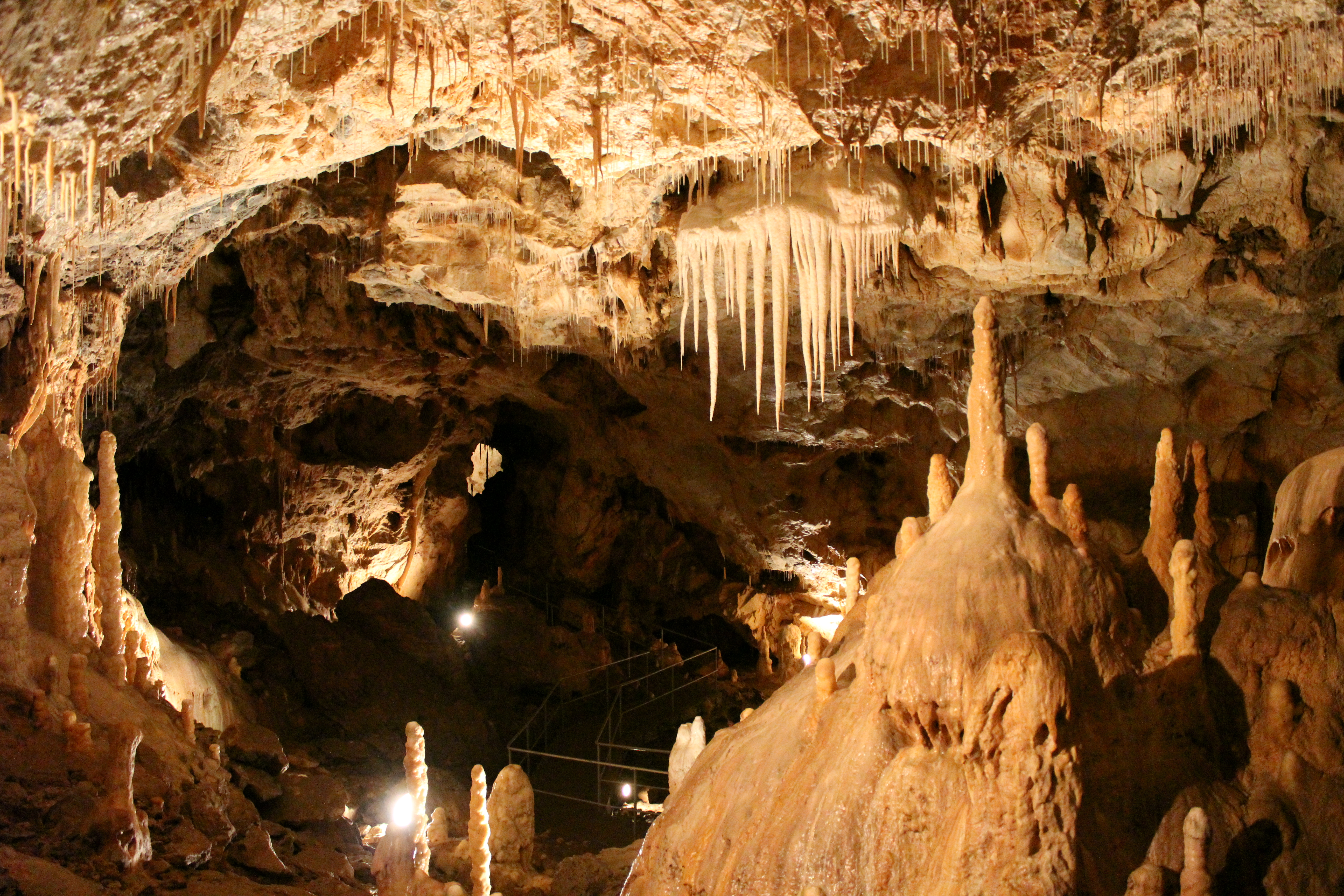
Stalactite și stalagmite de calcar în Peștera Urșilor

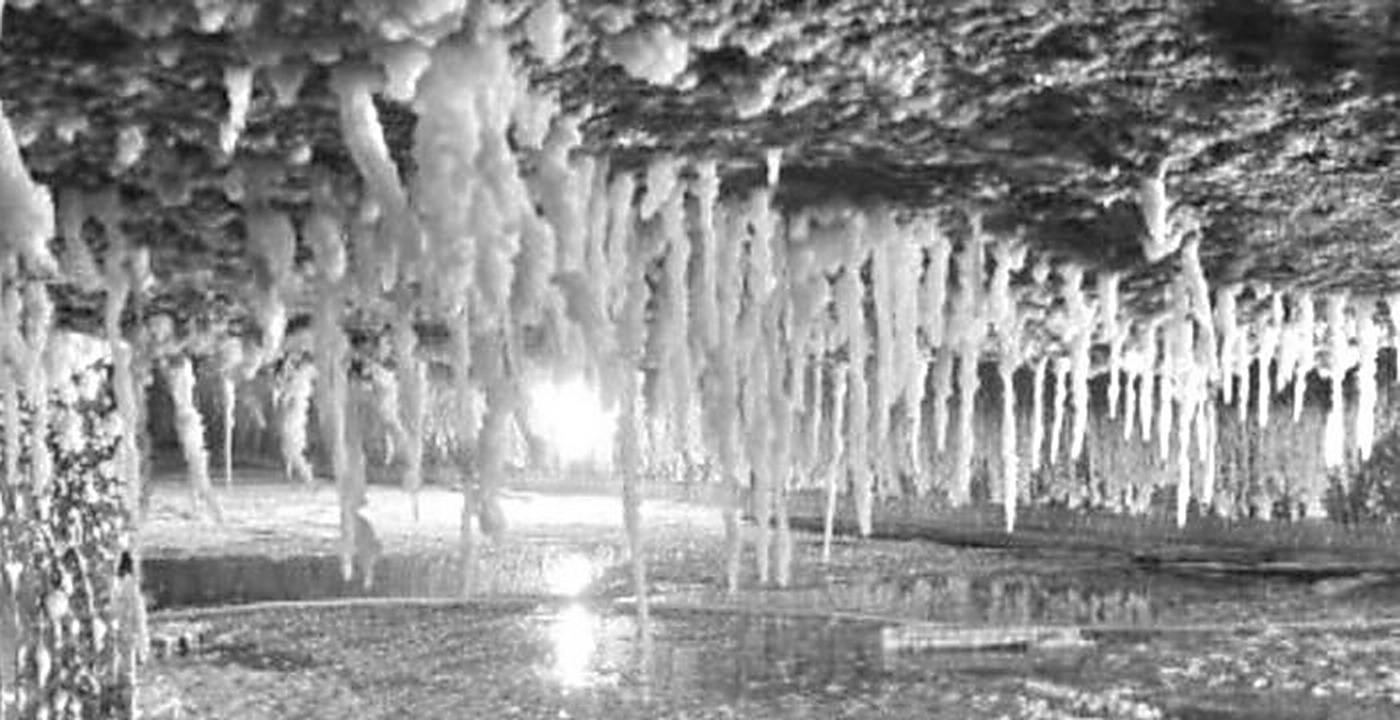
Stalactice de sare în mina Ghizela de la Salina Turda, județ Cluj

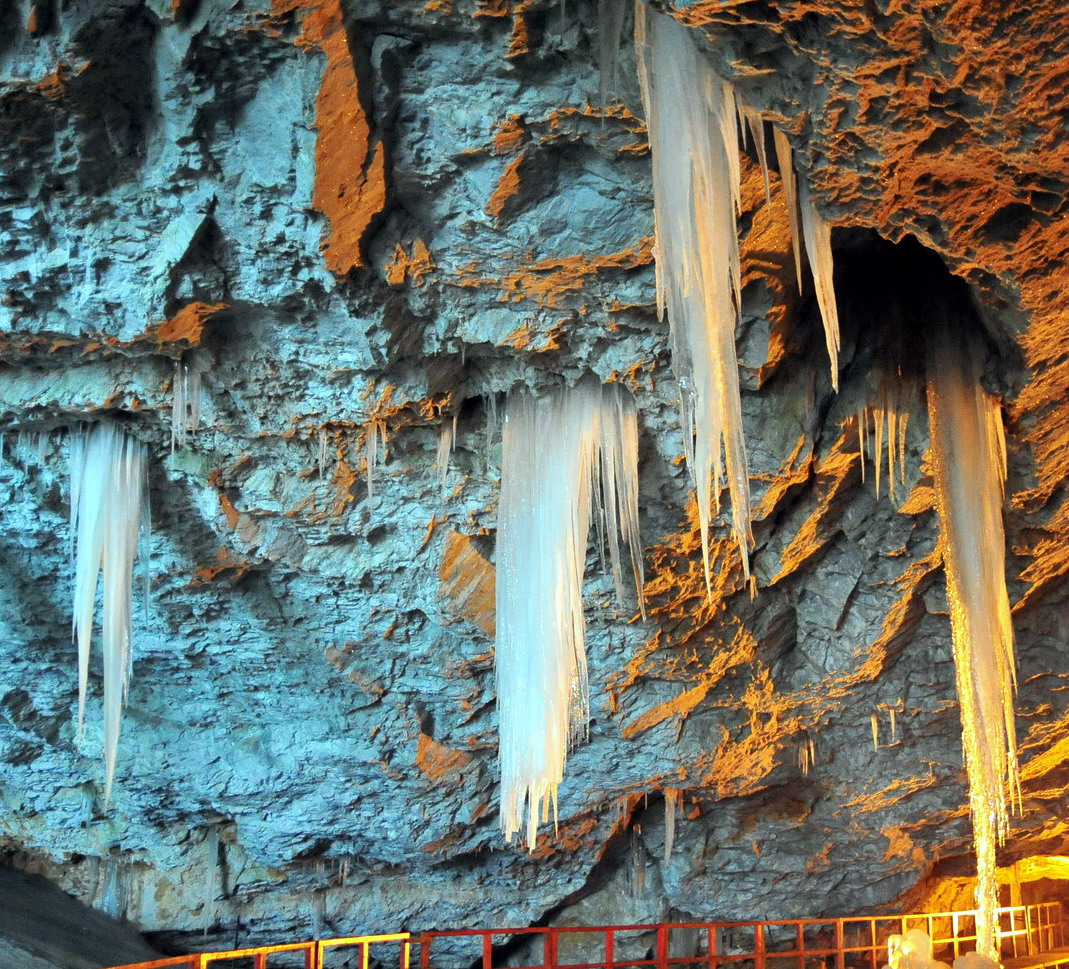
Stalactite de gheață în Peștera Scărișoara

Stalactitele sunt formațiuni care se formează în peșteri, în masive de sare sau în ghețari, din picăturile de apă cu un conținut ridicat de minerale dizolvate sau numai din apă înghețată, cele mai frecvente minerale fiind calcarul (carbonatul de calciu) sau sarea. Ele se dezvoltă de sus în jos și atârnă ca țurțurii pe tavanele cavităților subterane.

## Geneză
Apa ajunge în golul peșterii după ce traversează pachetul de calcare. Când greutatea picăturii atinge limita în care invinge tensiunea superficială, picătura se rupe în două, jumătate ramânând pe tavan, iar cealalta jumatate căzând pe podea. În acest moment are loc o evaziune de CO2 din soluție și pe tavan precipită o cantitate infima de carbonat de calciu sub forma unui inel.
Picătură după picărură, inelul creste formând un tub cu diametrul picăturii și pereți de sub un mm grosime, translucizi. Sunt numite stalactite macaroane și pot ajunge la câțiva metri lungime. Dar în timp, canalul macaroanei se înfundă cu calcar sau impurități. Acum apa nu mai poate ieși prin tub, ci își creează canale prin peretele macaroanei și curge pe dinafară, prelingându-se și depunând calcit la exterior. Macaroana se ingroașă și devine opacă.
In lungul traseului, de la rădacina stalactitei spre varf ,soluția tinde sa se echilibreze. Cantitatea de calcit se depune mai mult la bază și se diminuează spre varf, fapt ce face ca stalactita să se subțieze și sa ia o formă conică, cu vârful în jos.

## Varietăți

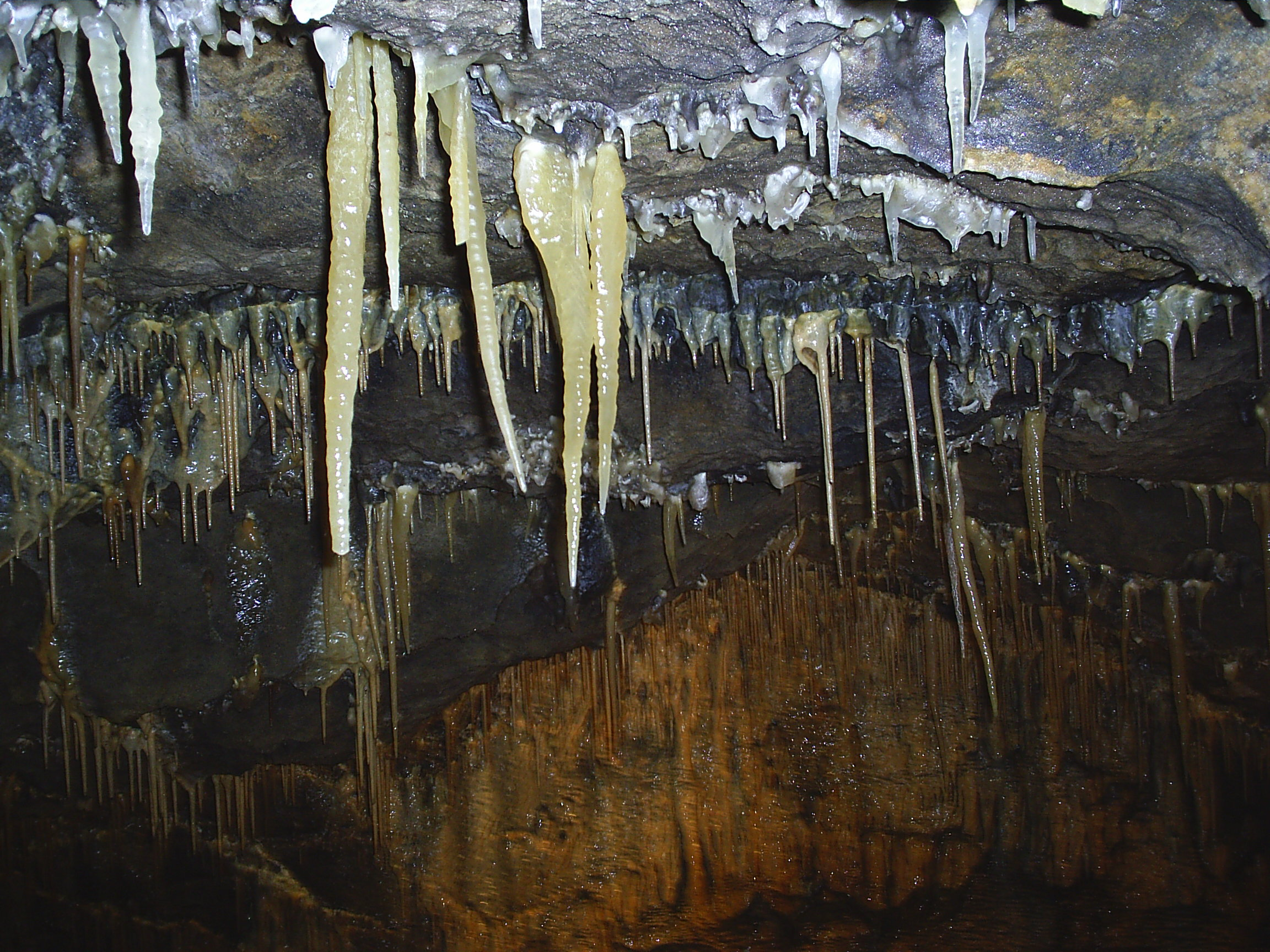
Stalactite într-o peșteră, la adâncime mică

Pe lângă aceste două tipuri, stalactita macaroană și cea conică care sunt tipurile comune, există numeroase abateri și variante. Așa de pildă, există stalactite bulboase care prezentând pe parcurs o umflătură ca un balon. Stalactitele uger, au o formă îngroșată ca un sac, terminate în jos cu o stalactită macaroană scurtă. Stalactitele în baionetă, au o formă frântă, o deviere pe parcurs datorită înfundarii tubului initial și reluarea dezvoltării printr-o singură fisură laterală.
Jumatatea de picătură care ajunge pe podea poate forma o stalagmită care se poate uni cu stalactita și vor forma o coloană

## Reacții chimice
Ca2+ + 2 HCO3- <=> CaCO3 + H2O + CO2
sau
CaCO3 + H2CO3 <=> Ca2+ + 2 HCO3-

## Viteza de creștere
Stalactitele au un ritm de creștere foarte lent. Viteza poate fi influențată de următorii factori:
Presiunea. Apa, venind pe fisuri înguste, are o anumită presiune creată de coloana de lichid acumulata. Ea devine tot mai agresivă, mărește prin dizolvare fisura și se încarcă cu dicarbonat de calciu. Când picătura debușează într-un spațiu larg, cu aer, presiunea scade brusc și dicarbonatul în exces față de noua presiune se disociază și are loc depunerea calcarului ca speleoteme.
Temperatura. Există întotdeauna diferențe de temperatură suficiente între apa ce circulă pe fisuri și goluri ca să fie posibilă dezechilibrarea soluțiilor calcaroase și depunerea carbonatului ca speleoteme.
Concentrația . Aerul de la exterior conține în mod normal 0,03% C02. În solul vegetal însă concentrația de CO2 poate creste pânâ la 10%, datorită proceselor biologice. Apa care trece printr-un astfel de sol va dizolva cantitați mari de CO2, va deveni agresivă și va dizolva puternic calcarul până la echilibrarea soluției. Dacă soluția echilibrată va ajunge într-un gol de peștera în a cărui aer există o cantitate de CO2 normală, ea va ceda o parte din CO2 aerului, ceea ce duce la depunerea carbonatului sub forma de speleoteme.
Umiditatea. În general peșterile au o umiditate mare, între 80—100%. În aceste condiții evaporarea apei se realizează greu, dar are totuși loc. Ea joaca un rol secundar și are caracter local, fiind provocată mai ales de curenții de aer.
Prin măsurători s-a stabilit că stalactitele cresc cu cca. 8-15 mm într-un secol. În medie, o stalactită cu o lungime de 1 m are o vârstă de circa 10.000 de ani.